# 99 a. C.
El año 99 a. C. fue un año del calendario romano prejuliano. En el Imperio romano, fue conocido como el año 655 Ab Urbe condita.

## Acontecimientos
- Marco Antonio Orator y Aulo Postumio Albino, cónsules de Roma
- Hispania Citerior: el pretor C. Celio Caldo lucha contra los celtíberos.[1]

## Nacimientos
- Lucrecio, filósofo y poeta latino (m. h. 55 a. C.)